# Bjarne Weimar
Bjarne Weimar (ved dåben: Bjarne Weimar-Nielsen) (29. maj 1906 i København – 1988 i København) var en dansk sølvsmed, bror til Aage Weimar.
Bjarne Weimar blev født i 1906 som søn af sølvsmeden Evald Nielsen og hustruen Marie (f. Weimar). 1929 blev han uddannet som ciselør hos Carl Møller. Derefter var han tilknyttet sin fars firma som designer og blev i 1941 optaget som partner. Efter Evald Nielsens død i 1958 førte Bjarne Weimar firmaet videre, men måtte i 1970 lukke forretningen på Nygade (Strøget) i København. Værkstedet solgtes i 1967 til Helge Hansen, som efter 1970 førte det videre som Evald Nielsen Eftf. I dag ejes Evald Nielsens Eftf. af sølvsmed Gregers Holt med værksted i Stenløse.
1948-1950 var Weimar oldermand i Københavns Guldsmedelaug. Han vandt i 1955 en konkurrence om en oldermandskæde til lauget.
Bjarne Weimar var en særdeles kyndig gemmolog, dvs. ekspert i ædelsten, såvel ægte som syntetiske. Denne viden foldede han ud i "Guldsmedebogen – Fagbog for Guld- og Sølvsmede", som han skrev sammen med H.C. Nielsen og I.O. Thisted (udgivet af Teknologisk Institut, 1948). Bogen regnes stadig som et standardværk blandt guld- og sølvsmede.